# Crosby, Stills & Nash (musikalbum)
Crosby, Stills & Nash är folk-rockgruppen Crosby, Stills & Nashs debutalbum, utgivet i maj 1969.
Albumet innebar en stark debut för gruppen och nådde en sjätteplats på Billboards albumlista. Singlarna "Marrakesh Express" och "Suite: Judy Blue Eyes" nådde #28 respektive #21 på singellistan.
Omslagsfotot taget av Henry Diltz.

## Låtlista
1. "Suite: Judy Blue Eyes" (Stephen Stills) - 7:25
2. "Marrakesh Express" (Graham Nash) - 2:39
3. "Guinnevere" (David Crosby) - 4:40
4. "You Don't Have to Cry" (Stephen Stills) - 2:45
5. "Pre-Road Downs" (Graham Nash) - 3:01
6. "Wooden Ships" (David Crosby/Stephen Stills/Paul Kantner) - 5:29
7. "Lady of the Island" (Graham Nash) - 2:39
8. "Helplessly Hoping" (Stephen Stills) - 2:41
9. "Long Time Gone" (David Crosby) - 4:17
10. "49 Bye-Byes" (Stephen Stills) - 5:16

Bonusspår:
- "Do for the Others" (Stephen Stills) - 2:49
- "Song with No Words" (David Crosby) - 3:18
- "Everybody's Talkin'" (Fred Neil) - 3:14
- "Teach Your Children" (Graham Nash) - 3:14

Fotnot: Bonusspåren finns med på den remastrade CD-utgåvan från februari 2006.

## Medverkande
Musiker
- David Crosby – sång, kompgitarr
- Stephen Stills – sång, gitarr, keyboard, basgitarr, percussion
- Graham Nash – sång, akustisk gitarr, piano
- Dallas Taylor – trummor
- Jim Gordon – trummor
- Cass Elliot – körsång